# Лозы (Брестский район)
Лозы́ (бел. Лазы) — деревня в Брестском районе Брестской области Белоруссии, в 28 км к юго-востоку от Бреста. Входит в состав Мухавецкого сельсовета.

## История
В 1905 году — выселки Каменицко-Жировицкой волости Брестского уезда Гродненской губернии.
После Рижского мирного договора 1921 года — в Брестском повяте Полесского воеводства Польши.
С 1939 года — в составе БССР.